# I. Tamás konstantinápolyi pátriárka
I. (Szent) Tamás (ógörögül: Θωμάς Α΄), (? – 610. március 21.) konstantinápolyi pátriárka 607-től haláláig.
Tamást még Böjtölő Szent János tette erényes élete és kiváló értelme miatt a konstantinápolyi Nagy Egyház diakónusává. Később, Phókasz bizánci császár alatt, 607-ben Konstantinápoly pátriárkájává választották. 3 évnyi kormányzás után hunyt el 610-ben. Az ortodox egyház szentként tiszteli, és ünnepét halála napján, március 21-én üli meg.